# Chasteunòu d'Alèir
Mirefleurs és un municipi francès situat al departament del Puèi Domat i a la regió d'Alvèrnia-Roine-Alps. L'any 2007 tenia 2.161 habitants.

## Demografia

### Població
El 2007 la població de fet de Mirefleurs era de 2.161 persones. Hi havia 813 famílies de les quals 155 eren unipersonals (59 homes vivint sols i 96 dones vivint soles), 260 parelles sense fills, 339 parelles amb fills i 59 famílies monoparentals amb fills.
La població ha evolucionat segons el següent gràfic:
Habitants censats

### Habitatges
El 2007 hi havia 919 habitatges, 829 eren l'habitatge principal de la família, 21 eren segones residències i 69 estaven desocupats. 872 eren cases i 42 eren apartaments. Dels 829 habitatges principals, 705 estaven ocupats pels seus propietaris, 108 estaven llogats i ocupats pels llogaters i 16 estaven cedits a títol gratuït; 3 tenien una cambra, 37 en tenien dues, 100 en tenien tres, 261 en tenien quatre i 429 en tenien cinc o més. 666 habitatges disposaven pel capbaix d'una plaça de pàrquing. A 285 habitatges hi havia un automòbil i a 492 n'hi havia dos o més.

### Piràmide de població
La piràmide de població per edats i sexe el 2009 era:
| Homes | Edats   | Dones |
| ----- | ------- | ----- |
| 0     | 95 o +  | 0     |
| 4     | 90 a 94 | 4     |
| 0     | 85 a 89 | 16    |
| 4     | 80 a 84 | 16    |
| 28    | 75 a 79 | 16    |
| 24    | 70 a 74 | 24    |
| 24    | 65 a 69 | 20    |
| 40    | 60 a 64 | 80    |
| 72    | 55 a 59 | 36    |
| 84    | 50 a 54 | 80    |
| 72    | 45 a 49 | 80    |
| 64    | 40 a 44 | 60    |
| 80    | 35 a 39 | 72    |
| 76    | 30 a 34 | 76    |
| 52    | 25 a 29 | 44    |
| 32    | 20 a 24 | 32    |
| 80    | 15 a 19 | 64    |
| 64    | 10 a 14 | 64    |
| 40    | 5 a 9   | 64    |
| 52    | 0 a 4   | 44    |

## Economia
El 2007 la població en edat de treballar era de 1.480 persones, 1.094 eren actives i 386 eren inactives. De les 1.094 persones actives 1.024 estaven ocupades (554 homes i 470 dones) i 70 estaven aturades (27 homes i 43 dones). De les 386 persones inactives 130 estaven jubilades, 148 estaven estudiant i 108 estaven classificades com a «altres inactius».

### Ingressos
El 2009 a Mirefleurs hi havia 875 unitats fiscals que integraven 2.271 persones, la mediana anual d'ingressos fiscals per persona era de 20.855 €.

### Activitats econòmiques
Dels 57 establiments que hi havia el 2007, 1 era d'una empresa de fabricació de material elèctric, 1 d'una empresa de fabricació d'altres productes industrials, 19 d'empreses de construcció, 11 d'empreses de comerç i reparació d'automòbils, 1 d'una empresa de transport, 4 d'empreses d'hostatgeria i restauració, 1 d'una empresa d'informació i comunicació, 4 d'empreses financeres, 2 d'empreses immobiliàries, 5 d'empreses de serveis, 6 d'entitats de l'administració pública i 2 d'empreses classificades com a «altres activitats de serveis».
Dels 23 establiments de servei als particulars que hi havia el 2009, 3 eren tallers de reparació d'automòbils i de material agrícola, 6 paletes, 4 guixaires pintors, 1 fusteria, 2 lampisteries, 2 electricistes, 1 empresa de construcció, 2 perruqueries, 1 restaurant i 1 agència immobiliària.
L'únic establiment comercial que hi havia el 2009 era una botiga de menys de 120 m².
L'any 2000 a Mirefleurs hi havia 8 explotacions agrícoles.

## Equipaments sanitaris i escolars
L'únic equipament sanitari que hi havia el 2009 era una farmàcia.
El 2009 hi havia 1 escola maternal i 1 escola elemental.

## Poblacions més properes
El següent diagrama mostra les poblacions més properes.